# رحمت‌آباد (تربت جام)
رحمت‌آباد (تربت جام)، روستایی از توابع بخش پائین جام شهرستان تربت جام در استان خراسان رضوی ایران است.
خربزه اصلی ترین محصول کشاورزی این روستا می باشد. همچنین جو و گندم و چغندر و پسته و پنبه و زعفران هم همه ساله بمقدار قابل توجهی از مزارع رحمت آباد برداشت می شود.
جمعیت روستای رحمت آباد در سال 1400 حدودا هزار و هفتصد و شصت و یک نفر (۵۰۷خانوار) برآورد شده است .
مردم روستا ۵۰% سنی و ۵۰% شیعه می باشند.
شهید علی اکبر دهقان از شهدای حادثه بمب‌گذاری در دفتر حزب جمهوری اسلامی نیز زاده این روستا می باشد.

## جمعیت
این روستا در دهستان گل‌بانو قرار دارد و براساس سرشماری مرکز آمار ایران در سال ۱۳۸۵، جمعیت آن ۱٬۸۰۸ نفر (۳۶۶خانوار) بوده‌است.